# Héctor Orlando Bastidas
Héctor Orlando Bastidas (lugar y fecha de nacimiento desconocido), es un criminal y asesino en serie colombiano. Según las autoridades colombianas, Bastidas es un «asesino en serie que sembraba terror en el sur del país, tras ponerse al servicio de bandas criminales y las Farc».
Bastidas fue jefe de un grupo criminal que se hacía llamar «los Constru» y quienes operaban en el departamento del Putumayo, bajo la modalidad del sicariato selectivo y la extorsión. Permaneció como miembro activo de dicha organización desde 2011 hasta 2015, año en que fue capturado por la Sijin (Seccional de Investigación Judicial). Su captura se produjo en el municipio de Pitalito, departamento del Huila.
Conocido por el alias de Bonito y El señor de la B, se cree que pudo cometer entre 100 y 160 asesinatos selectivos.

## Accionar delictivo
Según las autoridades, Bastidas estaba aliado con narcotraficantes, bandas y organizaciones criminales como Los Rastrojos y varios frentes de las Fuerzas Armadas Revolucionarias de Colombia (FARC), entre ellos, el frente 48 y 34. Bastidas y su banda criminal fueron responsables del 65% de todos los crímenes y asesinatos que se perpetraron en el departamento del Putumayo en 2014. Por aquel entonces, Bastidas era uno de los asesinos más temidos de la región y era custodiado por aproximadamente 20 guerrilleros que formaban parte de su anillo de seguridad y que además formaban parte de las FARC.
La gran mayoría de los asesinatos los ejecutó por el no pago de vacunas extorsivas y otros más por ajuste de cuentas. Como grupo criminal, se sabe que procesaban cerca de 1000 kilogramos mensuales de cocaína, droga que era distribuida y comercializada por todo el país.
Uno de los crímenes más sonados en su accionar delictivo fue el del asesinato de la Gerente del Banco Agrario de Colombia, Luz Milena Álvarez Delgado, el 3 de octubre de 2013. Álvarez Delgado se desempeñaba como Gerente del banco en el municipio Valle del Guamuez, en el departamento del Putumayo. También se le relaciona por la muerte de su esposo.

## Captura
Bastidas fue capturado en 2015 en el municipio de Pitalito, departamento del Huila, después de un operativo liderado por agentes de la Sijin (Seccional de Investigación Judicial). En el momento de su captura se le incautaron varios vehículos, entre ellos, varias cuatrimotos, también material de guerra y $ 40 000 000 de pesos en efectivo.
Se encuentra recluido en la cárcel La Picota, en la ciudad de Bogotá.